# Người theo chủ nghĩa hoàn hảo
Người theo chủ nghĩa hoàn hảo, Người hoàn hảo chủ nghĩa hay Người cầu toàn (tiếng Anh:  perfectionist) là người có xu hướng muốn mọi cái đều phải hoàn hảo, từ công việc, gia đình đến bạn bè và nói chung là tất cả những gì liên quan đến họ. Cần phải phân biệt người cầu toàn với người phấn đấu để cuộc sống tốt đẹp hơn, những người phấn đấu thì luôn mong muốn mọi thứ tốt lên nhưng trong khả năng của họ và cái quan trọng nhất là biết chấp nhận tình trạng hiện tại, ngược lại người cầu toàn lại có những mong muốn vượt khả năng và thực tế hoàn cảnh cho phép, cái họ cần là hoàn hảo sự áp dụng của chủ nghĩa cầu toàn (perfectionism). Mặc dù có thể có một số thành công nhất định trong công việc nhưng người cầu toàn phải đối diện với hàng loạt vấn đề trong đó có tan vỡ các mối quan hệ và rối loạn tâm lý, họ cũng thường cảm thấy mình không hạnh phúc. Người cầu toàn dù biết những hạn chế của chủ nghĩa cầu toàn, nhưng đa số họ lại không muốn từ bỏ việc sống theo chủ nghĩa này, vì họ cảm thấy đó chính là động lực cho mọi việc họ làm.

## Người cầu toàn và các mối quan hệ

### Với gia đình

Người cầu toàn luôn muốn mọi thứ phải hoàn hảo

Trong mối quan hệ với người bạn đời của mình, người cầu toàn luôn gặp trục trặc, nguyên nhân là vì yêu cầu của họ quá cao. Người bạn đời của họ thì luôn ở trong tâm trạng mình là kẻ thiếu sót,nghĩ mình thật tệ thì mới bị than phiền nhiều đến vậy nhưng họ cũng cảm thấy sự vô lý, những nỗ lực thay đổi bản thân để làm vừa lòng phía bên kia dường như không bao giờ là đủ, điều này đẩy vợ (chồng) của người cầu toàn vào tâm trạng căng thẳng, thậm chí họ thấy mình đã đánh mất bản thân và hệ quả nghiêm trọng nhất có khả năng xảy đến là ly dị. Con cái cũng không nằm ngoài xu hướng này, yêu cầu cao trong học tập, con mình phải giỏi nhiều thứ,... Họ thường biện minh điều này là để tốt cho con, thực tế điều này ảnh hưởng nghiêm trọng đến đứa trẻ, trên bề nổi chúng có thể tốt hơn về mặt điểm số nhưng bọn trẻ thường thấy căng thẳng và có thể đã mắc một số bệnh tâm lý, trong tương lai nhiều khả năng chúng cũng trở thành người cầu toàn.

### Với bạn bè
Việc đặt ra tiêu chuẩn để kết bạn là hoàn toàn không có gì bất thường, những người bạn có quá ít sở thích chung và quan niệm sống nhiều sai biệt thì khó trở thành bạn do vậy mà chúng ta thường xem xét trước khi có ý định kết thân với ai đó. Người cầu toàn ít bạn vì tiêu chuẩn chọn lựa của họ khắt khe nhưng ngay cả số bạn ít ỏi đó thường cũng không ổn định, họ hay tranh cãi với nhau, yêu cầu bạn phải thay đổi này nọ cũng gần tương tự như họ đã làm với người bạn đời. Vấn đề ở chỗ sự ràng buộc ở quan hệ vợ chồng là cao hơn nhiều sự ràng buộc giữa hai người bạn điều này dẫn đến tình trạng là quan hệ bạn bè dễ dàng sụp đổ hơn.

### Với công việc
Người ngoài nhìn vào thường cảm thấy người cầu toàn làm việc quá cứng nhắc và làm khổ bản thân. Họ thường làm việc quá sức, tuân theo một quy trình khắt khe vì muốn công việc gì mình làm cũng phải rất tốt, trong quan hệ cũng hay bất hòa với đồng nghiệp. Người quá cầu toàn cũng dễ dẫn đến tình trạng trì hoãn trong công việc.

## Người cầu toàn và rối loạn tâm lý, thể chất
Trong một nghiên cứu trên 50 người đàn ông trung tuổi, những người có điểm số cao nhất qua các bài kiểm tra về chủ nghĩa cầu toàn cho thấy họ tiết ra hoóc môn căng thẳng cortisol nhiều hơn so với người bình thường ở cùng một tình huống, điều đó cho thấy họ nhạy cảm hơn đối với những căng thẳng trong cuộc sống.
Người cầu toàn luôn có sự thôi thúc phải hoàn hảo, không sống thực với mình mà tuân theo một lý tưởng phi thực tế do vậy họ hay rơi vào tâm trạng bất mãn và lo lắng. Họ dễ mắc các bệnh như trầm cảm, rối loạn lo âu (trong đó có rối loạn ám ảnh cưỡng chế), rối loạn ăn uống. Các rối nhiễu này một phần cũng xuất phát từ sự bất ổn trong các mối quan hệ cá nhân. Ngoài ra các bệnh thể chất cũng dễ mắc hơn do thường xuyên đẩy cơ thể vào tình trạng vượt sức chịu đựng..